# Département de Chamical

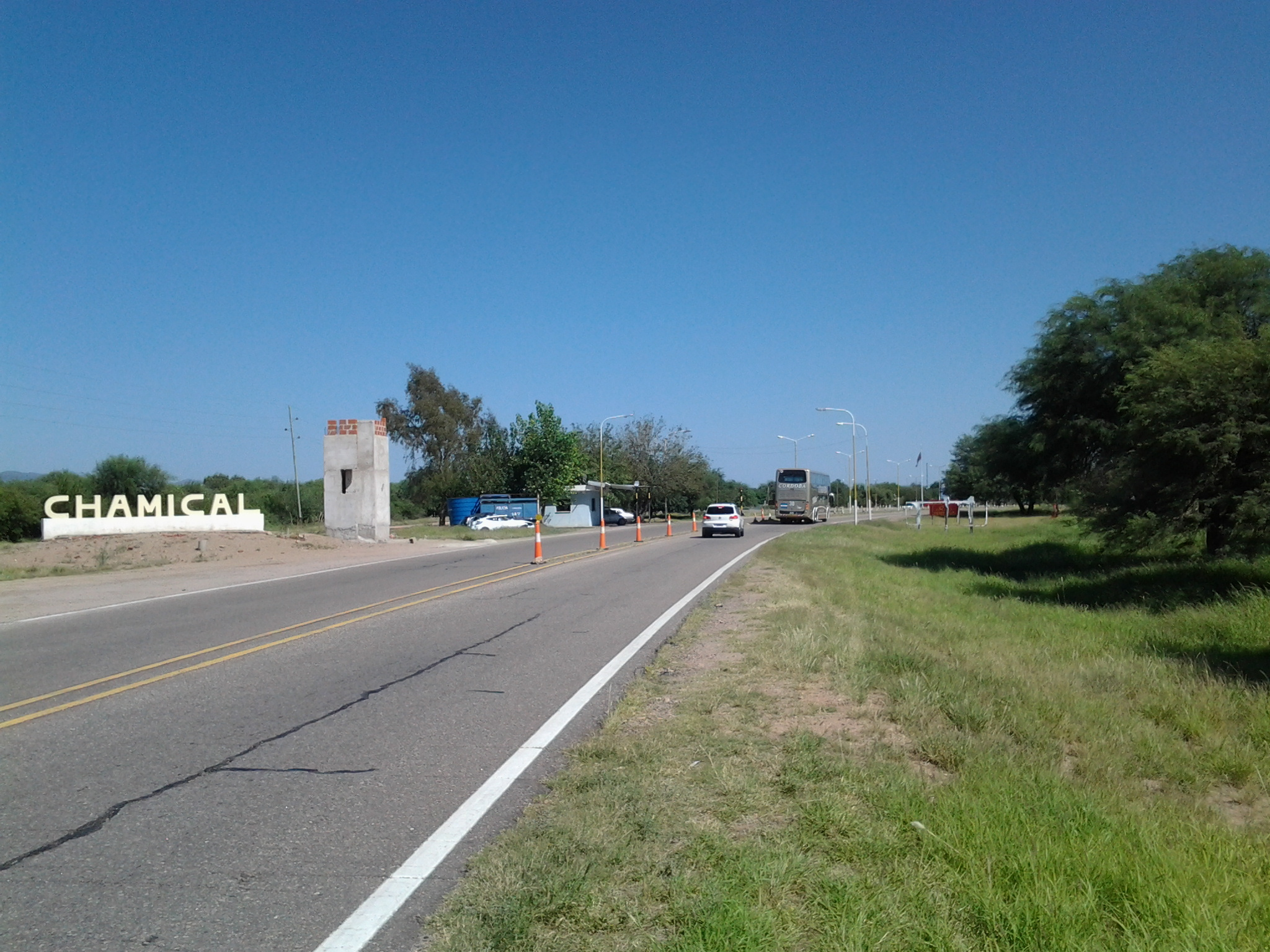
Route de Chamical

Le département de Chamical est une des 18 subdivisions de la province de La Rioja, en Argentine. Son chef-lieu est la ville de Chamical.
D'une superficie de 5 549 km2, le département comptait 13 383 habitants au recensement de 2001 et 14 766 selon une estimation de 2007.
Chamical est connu comme le berceau de la recherche aérospatiale de l'Argentine en étant le siège du Centre d'Expérimentation. Depuis 1989, on n'effectue plus d'expériences dans ce centre, qui a rétrogradé de catégorie en devenant « détachement aéronautique militaire ».